# Gajatri Radżapatni
Gajatri Radżapatni (ur. ok. 1276, zm. 1350) – żona pierwszego władcy Majapahitu - Radena Wijayi, a także matka Tribhuwany Widżajatunggadewi, z którą prawdopodobnie później współrządziła.

## Życiorys
Urodziła się jako najmłodsza córka króla Singasari Kertanagary. Po podboju Singasari przez Mongołów ożenił się z nią (oraz z jej siostrami) król nowo powstałego królestwa Majapahitu - Raden Wijaya. Z wszystkich małżonek władcy uzyskała największe wpływy, gdyż według Pararatonu urodziła mu córkę Tribhuwanę Widżajatunggadewi (jedyny syn władcy, Dżajanegara, był urodzony z malajskiej konkubiny). Gdy w 1309 roku Dżajanegara przejął władzę w państwie, Gajatri wstąpiła do buddyjskiego klasztoru. Po jego zamordowaniu w 1328 roku Gajatri wraz ze swoją siostrą i córką współrządziły państwem (lub według innych hipotez rządziła sama Tribhuwana Widżajatunggadewi). Gajatri zmarła w 1350 roku, co przyczyniło się do abdykacji jej córki niedługo potem.